# Puig de Canet
Puig de Canet és una masia de Sant Pere de Torelló (Osona) protegida com a Bé Cultural d'Interès Local.

## Descripció
Masia habitada i situada en una elevació de terreny. Apareix en documents del segle xiii amb el nom de Puigcanet, que significa puig de canyes.

## Història
El Puig va pertànyer a la família Puigdecanet fins al segle xix. El 1898 Josep Andreu i Palau la va adquirir.
A les pedres de la façana hi ha les dates 1737 i 1750 inscrites, que recorden les ampliacions i millores de l'edifici. Al segle xx s'hi ha fet obres per adaptar-la als temps moderns però mantenint el caràcter de l'edifici.